# گروس‌فلوتوو
گروس‌فلوتوو (به آلمانی: Groß Flotow) یک منطقهٔ مسکونی در آلمان است که در پنتسلین واقع شده‌است. گروس‌فلوتوو ۱۵۸ نفر جمعیت دارد.